# Too Little Too Late
Too Little Too Late è un singolo della cantante statunitense JoJo, pubblicato il 24 luglio 2006 come primo estratto dal secondo album in studio The High Road.

## Descrizione
La traccia, malinconica che descrive un amore non ricambiato, è stata scritta e composta da Josh Alexander, Billy Steinberg e AlexanderRuth-Anne Cunningham. Il singolo è stato pubblicato nell'estate 2006.
Un remix del brano intitolato A3 è contenuto nell'album Chuck Person's Eccojams Vol. 1 (2010) di Daniel Lopatin.
Nel 2018 JoJo ha ripubblicato il brano con un nuovo arrangiamento.

## Video musicale
Il videoclip, diretto da Chris Robinson, è stato girato nel maggio del 2006. Ricorrente è il tema calcistico, ispirato sia dall'apprezzamento di JoJo per lo sport che dalla sua relazione con l'allora fidanzato Freddy Adu, un calciatore professionista.
All'inizio del video, JoJo assiste alla scena del suo ragazzo, interpretato dal calciatore statunitense Mark Zaher, che flirta ad una festa con un'altra ragazza. La coppia successivamente parla, quindi Zaher invita la fidanzata ad andare ad un'importante partita di calcio che avrebbe dovuto giocare. JoJo, che passa molto del suo tempo a guardare fuori dalla finestra della sua camera, cammina per la stanza guardando alcune foto, ricordando il tempo che la coppia ha trascorso insieme e quanto lui fosse generalmente ingrato. Queste inquadrature sono intervallate da Zaher che gioca l'importante partita di calcio. A un certo punto, Zaher rifiuta una telefonata di JoJo prima di procedere a flirtare con altre ragazze ad una festa.
Nel finale del video, la pioggia inizia a cadere durante la partita, mentre JoJo getta via un orsacchiotto gigante, si libera delle foto dei due insieme e canta sotto la pioggia battente. La pioggia fa intendere che quello è lo stesso momento in cui sta avvenendo la partita e che dunque la ragazza ha scelto di non andare. Il video, in cui il ragazzo perde la partita, termina con la telecamera che si allontana dalla finestra di JoJo, mentre la pioggia si placa.

## Tracce
UK / Australian CD single
1. Too Little Too Late (album version) – 3:39
2. Get It Poppin' – 3:41

German CD single
1. Too Little Too Late – 3:47
2. Too Little Too Late (Full Phatt Remix) (featuring Tah Mac) – 4:24
3. Too Little Too Late (Full Phatt Remix) – 3:53
4. Too Little Too Late (instrumental) – 3:47
5. Too Little Too Late (video) – 4:04

2018 Version
1. Too Little Too Late - 2018 – 3:43

## Successo commerciale
La canzone, che segna il ritorno nella scena musicale di JoJo dopo essere stata impegnata in diversi film (Aquamarine e Vita da camper), ha ottenuto discreti risultati nelle classifiche europee anche se non riuscì a ottenere lo stesso successo del primo singolo. Nella classifica FIMI, la canzone, dopo essere sbalzata dalla trentaseiesima all'undicesima posizione in una sola settimana, è ricaduta poco a poco, restando in totale nove settimane ai primi cinquanta posti.
Nei mercati angolassoni la canzone ha avuto un ottimo piazzamento: negli Stati Uniti è arrivata alla numero 3 della Billboard Hot 100 e alla numero 2 della classifica pop; nel Regno Unito ha raggiunto la quarta posizione, mentre in Irlanda è arrivata seconda; in Australia ha raggiunto la posizione numero 10, entrando ufficialmente nella top ten.
Il singolo ha venduto in tutto il mondo più di trecentomila copie.

## Classifiche

### Classifiche settimanali
| Classifica (2006-07) | Posizione massima |
| -------------------- | ----------------- |
| Australia            | 10                |
| Austria              | 40                |
| Belgio (Fiandre)     | 44                |
| Canada               | 3                 |
| Danimarca            | 11                |
| Europa               | 10                |
| Irlanda              | 2                 |
| Italia               | 11                |
| Messico              | 73                |
| Nuova Zelanda        | 5                 |
| Paesi Bassi          | 96                |
| Portogallo           | 5                 |
| Regno Unito          | 4                 |
| Repubblica Ceca      | 66                |
| Romania              | 20                |
| Russia               | 8                 |
| Stati Uniti          | 3                 |
| Stati Uniti (pop)    | 1                 |
| Svezia               | 18                |
| Svizzera             | 53                |
| Ucraina              | 117               |
| Ungheria             | 25                |

### Classifiche di fine anno
| Classifica (2006) | Posizione |
| ----------------- | --------- |
| Stati Uniti       | 72        |
| Stati Uniti (pop) | 41        |
| Classifica (2007) | Posizione |
| Australia         | 82        |
| Europa            | 88        |
| Regno Unito       | 45        |
| Russia            | 99        |
| Stati Uniti (pop) | 80        |

## Date di pubblicazione
| Paese         | Data di pubblicazione |
| ------------- | --------------------- |
| Stati Uniti   | 24 luglio 2006        |
| Nuova Zelanda | 15 agosto 2006        |
| Germania      | 10 novembre 2006      |
| Italia        | 26 novembre 2006      |
| Regno Unito   | 8 gennaio 2007        |
| Irlanda       | 15 gennaio 2007       |